# Concord, New South Wales

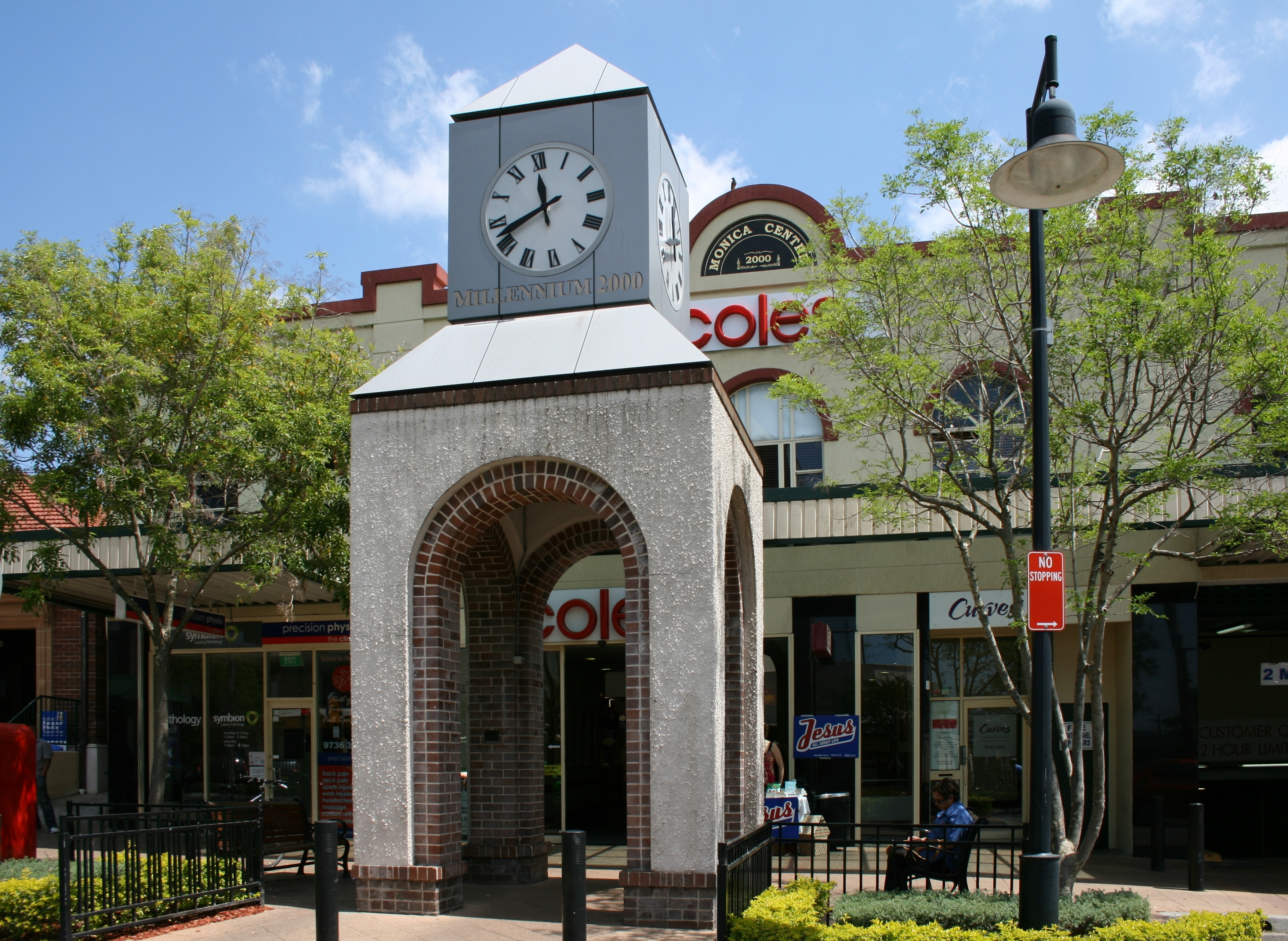
Concord

Concord este o suburbie în Sydney, Australia.